# Roland Bulirsch

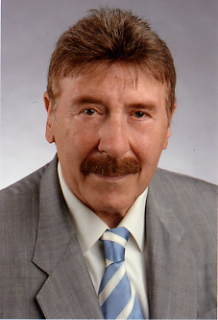
Roland Bulirsch (2005)

Roland Zdeněk Bulirsch (* 10. November 1932 in Reichenberg, Tschechoslowakei; † 21. September 2022 in Gauting) war ein deutscher Mathematiker, der sich vor allem mit numerischer Mathematik beschäftigte.

## Leben
Bulirsch wuchs in Maffersdorf-Neurode auf und wurde 1946 nach Nördlingen ausgewiesen. Von 1947 bis 1951 absolvierte er eine Ausbildung als Maschinenschlosser bei den Siemens-Schuckertwerken in Nürnberg und arbeitete dort nach der Facharbeiterprüfung weiter. 1954 holte er das Abitur nach und studierte anschließend Mathematik und Physik an der Technischen Hochschule München, der heutigen Technischen Universität München. Bis 1957 arbeitete er nebenher in seinem bisherigen Beruf und Betrieb.
1961 wurde er an der TH München bei Robert Sauer und Josef Lense zum Dr. rer. nat. promoviert, 1966 habilitierte er sich. Von 1967 bis 1969 war er Associate Professor an der University of California in San Diego und 1969 wurde er zum ordentlichen Professor für Angewandte Mathematik an die Universität zu Köln berufen. 1973 erhielt er einen Ruf auf die Professur für Höhere und Numerische Mathematik an der TU München. 1990 war er Visiting Professor an der Universidad de Costa Rica und mehrmals Visiting Professor an der University of California. Daneben war er von 1998 bis 2001 Senator der TU München. Von 1980 bis 1988 war er Fachgutachter und Vorsitzender des Fachgutachterausschusses der Deutschen Forschungsgemeinschaft (DFG) sowie von 1983 bis 1988 Mitglied im Auswahlausschuss der Alexander-von-Humboldt-Stiftung. Im Laufe seiner Karriere hatte er über vierzig Doktoranden, darunter Hans Georg Bock, Peter Deuflhard und Wolfgang Hackbusch. Im Jahre 2002 wurde er emeritiert.
Seine wissenschaftliche Arbeit resultierte unter anderem in Fortschritten in Extrapolationsverfahren, Mehrzielmethoden, Elliptischen Integralen sowie mathematischen Aspekten der Hochtechnologie und angewandten Mathematik. Bulirsch war spezialisiert in Numerischer Mathematik und veröffentlichte zusammen mit Josef Stoer Lehrbücher als Standardreferenz für die Theorie der numerischen Analyse. Das Buch From Nano to Space: Applied Mathematics Inspired by Roland Bulirsch ist seinen Verdiensten gewidmet. Der Bulirsch-Stoer-Algorithmus für die numerische Lösung gewöhnlicher Differentialgleichungen wurde nach ihm und Stoer benannt.
Roland Bulirsch war zuletzt verwitwet und hatte zwei Töchter. Er starb am 21. September 2022 im Alter von 89 Jahren in Gauting.

## Mitgliedschaften
- Mitglied des Kuratoriums der Stiftung zur Förderung der Wissenschaften in Bayern
- Mitglied des Vorstandes des Vereins zur Förderung sowie Mitglied des Stiftungsrates des Mathematischen Forschungsinstituts Oberwolfach.
- Mitglied der Deutschen Akademie der Technikwissenschaften (acatech)
- 1990 ordentliches Mitglied der Academia Scientiarium et Artium Europaea, Salzburg
- 1991 ordentliches Mitglied der Bayerischen Akademie der Wissenschaften.
- 1998 Sekretar der mathematisch-naturwissenschaftlichen Klasse der Bayerischen Akademie der Wissenschaften und Vorsitzender der Kommission für die Herausgabe der Werke von Johannes Kepler.
- 1999 Mitglied der Sudetendeutschen Akademie der Wissenschaften und Künste

## Wissenschaftliche Ehrungen
Die Universität Hamburg, die Technische Universität Liberec sowie die Nationale Technische Hochschule Athen verliehen ihm die Ehrendoktorwürde. 1997 wurde er mit der Verdienstmedaille der Union tschechischer Mathematiker und Physiker geehrt sowie mit der Gedenkmedaille der Karls-Universität Prag. 2002 erhielt er die Ritter-von-Gerstner-Medaille. Weitere Ehrungen waren 1998 der Bayerische Maximiliansorden für Wissenschaft und Kunst und 1999 die Liebieg-Medaille des Heimatkreises Reichenberg in Augsburg. 2003 erhielt er durch das vietnamesische Kultusministerium das Ehrendoktorat der Universität Viên Toán Hoc, Hanoi, verliehen.

## Sonstiges
Bulirsch hat sich in Veröffentlichungen und Vorträgen um das Andenken an den Mathematiker Constantin Carathéodory (1873–1950) verdient gemacht.
Nach Einschätzungen von Studenten waren die Vorlesungen von Roland Bulirsch sehr bildhaft, ohne dabei die mathematische Genauigkeit zu vernachlässigen. Er demonstrierte gerne von ihm auf Sun-Rechnern erstellte Lösungen für komplexe Systeme von Differentialgleichungen, die er zu Filmen umsetzte. Dazu gehörten zum Beispiel die Flugbahnen von Raumsonden oder das Fahrverhalten eines Automobils, das er im Auftrag der Firma Audi errechnet hat. Das Buch Vom Regenbogen zum Farbfernsehen, das er zusammen mit Rüdiger Seydel veröffentlichte, enthält 14 Beispiele angewandter Mathematik aus Natur und Technik.

## Publikationen
Roland Bulirsch war Mitherausgeber der Zeitschrift Numerische Mathematik, sowie des Journal of Optimization Theory and Applications, Mathematical Modelling. Zusammen mit Josef Stoer schrieb er eines der Standardwerke über Numerische Mathematik. Die beiden Bände sind aus Mathematik-Vorlesungen hervorgegangen. Behandelt werden darin Eigenwertprobleme, Gewöhnliche Differentialgleichungen und Iterationsverfahren zur Lösung großer linearer Gleichungssysteme.
- mit Josef Stoer: Introduction to numerical analysis, 3. Auflage, Springer 2002
- mit Stoer: Numerische Mathematik, 2 Bände, Springer, Bd. 1, 10. Auflage 2007 (bearbeitet von Roland Freund, Ronald Hoppe), Bd. 2, 5. Auflage 2005 (zuerst 1973 bei Springer in der Reihe Heidelberger Taschenbücher)
- mit Heinz Rutishauser Interpolation und genäherte Quadratur und Darstellung von Funktionen im Rechenautomaten, in Robert Sauer, Istvan Szabo Die mathematischen Hilfsmittel des Ingenieurs, Band 3, Springer Verlag 1968